# Ширяево (Вологодский район)
Ширяево — деревня в Вологодском районе Вологодской области.
Входит в состав Кубенского сельского поселения, с точки зрения административно-территориального деления — в Кубенский сельсовет.
Расстояние по автодороге до районного центра Вологды — 31,5 км, до центра муниципального образования Кубенского — 1,5 км. Ближайшие населённые пункты — Пазино, Потанино, Губино, Бирючево, Клокуново, Олехово, Куровское, Алёшино, Папино, Кашкалино, Погост Воскресенье, Коншино, Кубенское.
По переписи 2002 года население — 3 человека.